# 邁阿密 (密蘇里州)
邁阿密（英語：Miami）是位於美國密蘇里州薩林縣的城市。

## 人口
根據2020年美國人口普查的數據，邁阿密的面積為1.63平方千米，當中陸地面積為1.45平方千米，而水域面積為0.18平方千米。當地共有人口152人，而人口密度為每平方千米93人。